# Callistethus qaudrii
Callistethus qaudrii är en skalbaggsart som beskrevs av Abdullah och Roohi 1968. Callistethus qaudrii ingår i släktet Callistethus och familjen Rutelidae. Inga underarter finns listade.